# John McQueen

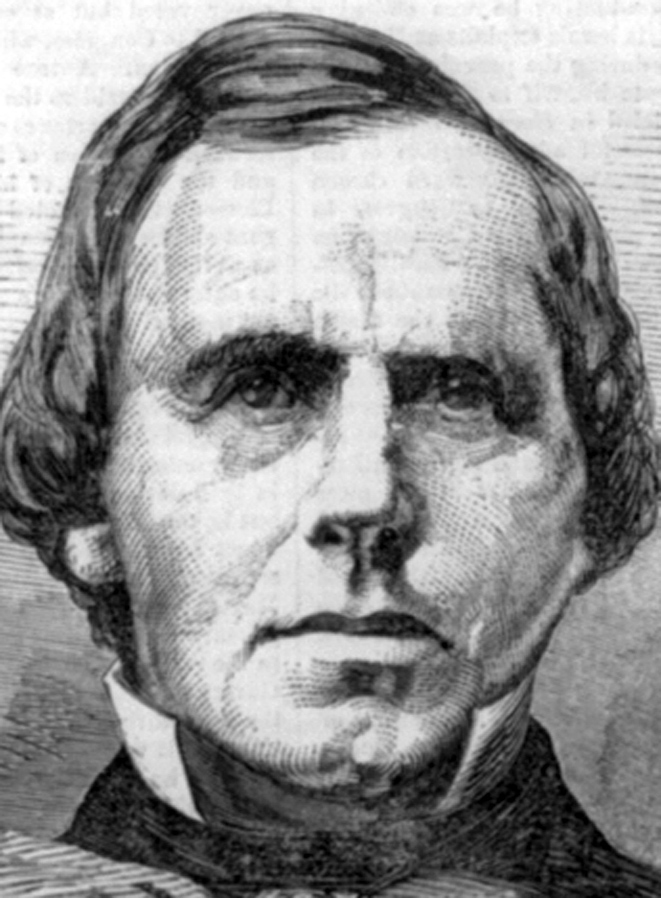
John McQueen, 1860

John McQueen (* 9. Februar 1804 bei Maxton, Robeson County, North Carolina; † 30. August 1867 in Society Hill, South Carolina) war ein US-amerikanischer Politiker (Demokratische Partei), der den Bundesstaat South Carolina im US-Repräsentantenhaus und im Konföderiertenkongress vertrat.
John McQueen erhielt seine schulische Ausbildung bei Privatlehrern und schrieb sich dann an der University of North Carolina in Chapel Hill ein. Nachdem er dort seinen Abschluss erlangt hatte, studierte er die Rechtswissenschaften, wurde 1828 in die Anwaltskammer aufgenommen und begann in Bennettsville (South Carolina) zu praktizieren. Von 1833 bis 1837 diente er in der Staatsmiliz.
Im Jahr 1844 bewarb McQueen sich erstmals erfolglos um ein Mandat im Kongress. Nach dem Tod des Abgeordneten Alexander D. Sims entschied er dann die Nachwahl für sich und zog am 12. Februar 1849 ins Repräsentantenhaus in Washington ein. Dort verblieb er bis zu seinem Rücktritt am 21. Dezember 1860.
Nach Ausbruch des Sezessionskrieges engagierte sich McQueen auch in der Konföderation politisch. Er wurde ins Repräsentantenhaus des ersten Konföderiertenkongresses gewählt, dem er von 1862 bis 1864 angehörte.